# Rodrigo Díaz Cortez
Rodrigo Díaz Cortez (* 1977 in Santiago de Chile) ist ein chilenischer Schriftsteller.

## Leben
Im Jahre 2000 erschien sein erstes Buch, der Erzählband „La taberna del vacío“. Mit dem Erlös finanzierte er einen One-Way-Flug nach Spanien, wo er seinen Lebensunterhalt u. a. als Flugzeugbelader und Wagenparker finanzierte und nebenbei schrieb. 2007 wurde sein erster Roman „Tridente de plata“ mit dem Premio Mario Vargas Llosa ausgezeichnet. Das Preisgeld ermöglichte ihm den Erwerb eines Taxifahrerscheins. Sein zweiter Roman „Poeta bajo el mar“ kam bei der Vergabe der Literaturpreise „Premio Ciudad de Barbastro“ im Jahre 2008 und „Qué Leer“ 2010 in die Endrunde. Díaz Cortez lebt heute in Barcelona, wo er eine Schreibwerkstatt leitet, an einer Kulturzeitschrift mitarbeitet und Taxi fährt.

## Werke
- La taberna del vacío. Santiago de Chile, 2000.
- Tridente de plata. Murcia, 2008, ISBN 978-84-8371-788-2.
- El pequeño comandante. Santiago de Chile, 2011, ISBN 978-956-8228-36-1.
- El peor de los guerreros. Barcelona, 2011, ISBN 978-84-15070-07-8.
  - dt.: Der mieseste aller Krieger. Roman. Aufbau-Verlag, Berlin 2013, ISBN 978-3-351-03535-8.